# روني بينيس
روني بينيس (بالإنجليزية: Roni Benise)‏ مواليد سنة 1965 في ولاية نبراسكا، بالولايات المتحدة الأمريكية، هو ملحن وعازف قيثارة أمريكي بدأ مسيرته الفنية عام 1999.
يصف أسلوبه في عزف القيثارة ب«الفلامنكو الحديث».
نشأ بينيس في ولاية نبراسكا، إلا أنه انتقل إلى لوس أنجلوس، كاليفورنيا، لمتابعة مشواره الفني في موسيقى الروك الذي كان اللون الذي يحترفه بالعزف على جيتار كهربائي، قبل أن يقرر في يوم من الأيام التغيير إلى موسقى الفلامينكو واحتراف العزف على قيثارة كلاسيكية أو قيثارة الفلامنكو، بعد سماع موسيقى فن الفلامينكو على الراديو.
بدأ مع بعض الأصدقاء الذين التقى بهم في لوس انجليس بتقديم عروض في المسارح وفي الساحات العامة. وبعد فترة من الاستعراضات الجيدة وتجرية اللقاء المباشر مع الجمهور على الساحات العامة والشارع، بدأت موسيقاه في الظهور أكثر في لوس أنجلس، حيث يمكن القول أنه جاء بلون موسيقى يمزج ألوان مختلفة في إيقاعات قيثارة لاتينية، حيث استطاع بتناغم وانسجام ان يدمج أنماط مختلفة مثل الفلامنكو، السالسا، التانغو، و (السامبا من الإيقاعات اللاتينية-الإفريقية)، تمكن من إبداع أسلوب خاص به ومميز يثير إعجاب عشاق عزف القيثارة والموسيقى، وبالتحديد هواة الموسيقى العالمية.
وقد جذب هذا المزيج الموسيقي انتباه هيئة بي بي سي وهي محطة شبكة تلفزيونية أمريكية، التي ستسجل له ألبوم «ليالي النار» (Nights of fire) سنة 2006. هذا الإنتاج الذي بث في المحطات التابعة ل «بي بي سي» التلفزيونية، فاز بجائزة إيمي. العرض كان مزيجا بين المسرح والموسيقى بألوان الفلامنكو الإسبانية، والتانغو الأرجنتيني، والسمبا البرازيلي.

## وصلات خارجية
- الموقع الإلكتروني الرسمي لبينيس
- Benise  على فيسبوك.
- Roni_Beniseعلى تويتر.
- قناة Benise  على يوتيوب
- Benise on لاست إف إم
- Benise on CD Baby
- روني بينيس على موقع IMDb (الإنجليزية)
- روني بينيس على موقع قاعدة بيانات الفيلم (الإنجليزية)
- Benise on Amazon.com